# 鹿港第一公墓
24°02′37″N 120°26′31″E / 24.043701°N 120.441990°E
鹿港第一公墓，為彰化縣鹿港鎮的一處公墓，位於鹿港市區南側的員林大排堤岸道路旁。鹿港鎮公所因計畫在此設置太陽能發電系統，在2018年7月開始清塚整地，但在工程進行中發現多處明清與日治時期的古墓，遂於2019年1月將鹿港第一公墓全區列為「暫定古蹟」。

## 介紹
鹿港第一公墓在2007年禁葬期滿，自2009年公告起掘，未自行起掘的墳墓，將由公所代為起掘。由於鹿港鎮公所計畫在鹿港第一公墓設置太陽光電發電系統設施，將其開發為綠能基地、停車場和運動公園，在2017年底完成未起掘分墓調查，並自2018年7月開始遷葬整地作業。在作業期間，於鹿港第一公墓陸續發現許多清代及日治時期留存的墳墓與地下文物；彰化縣文化局雖於6月底已得知古墓的存在，但在10月8日才要求鹿港鎮公所停工，而原有的296座古墓（明清時期古墓156座、日治時期93座，其他年代難辨），只剩下不到40座，且大量石質結構、陪葬陶瓷、玉器遭隨意棄置。在文化資產委員勘查後，於2019年1月19日決議將鹿港第一公墓全區列為暫定古蹟。

## 發現墓塚
- 女同歸所：1872年由鹿港敬義園所建的女性無主墓[3]。
- 萬善同歸
- 武廟開山比丘瑞珍禪師
- 后土

- 櫟社詩人施家本之墓
- 邑庠生秀才莊子庭